# 林德利 (密蘇里州)
林德利（英語：Lindley）是位於美國密蘇里州格蘭迪縣及沙利文縣的非建制地區。

## 歷史
林德利的郵局於1854年設立，其後於1906年停運。

## 地理
林德利所處的海拔為高於海平面274米（即899英呎），而該地所採用的時區為UTC-6，即北美中部時區（CST）。同時該地設有夏令時間，為UTC-6調快一小時，即UTC-5（CDT）。